# كارين غيرهاردسن
كارين غيرهاردسن (بالسويدية: Carin Gerhardsen)‏ (6 ديسمبر 1962 في السويد)؛ كاتِبة وروائية سويدية. درست في جامعة أوبسالا.